# Abu l-Hasan Ali ibn Muhammad

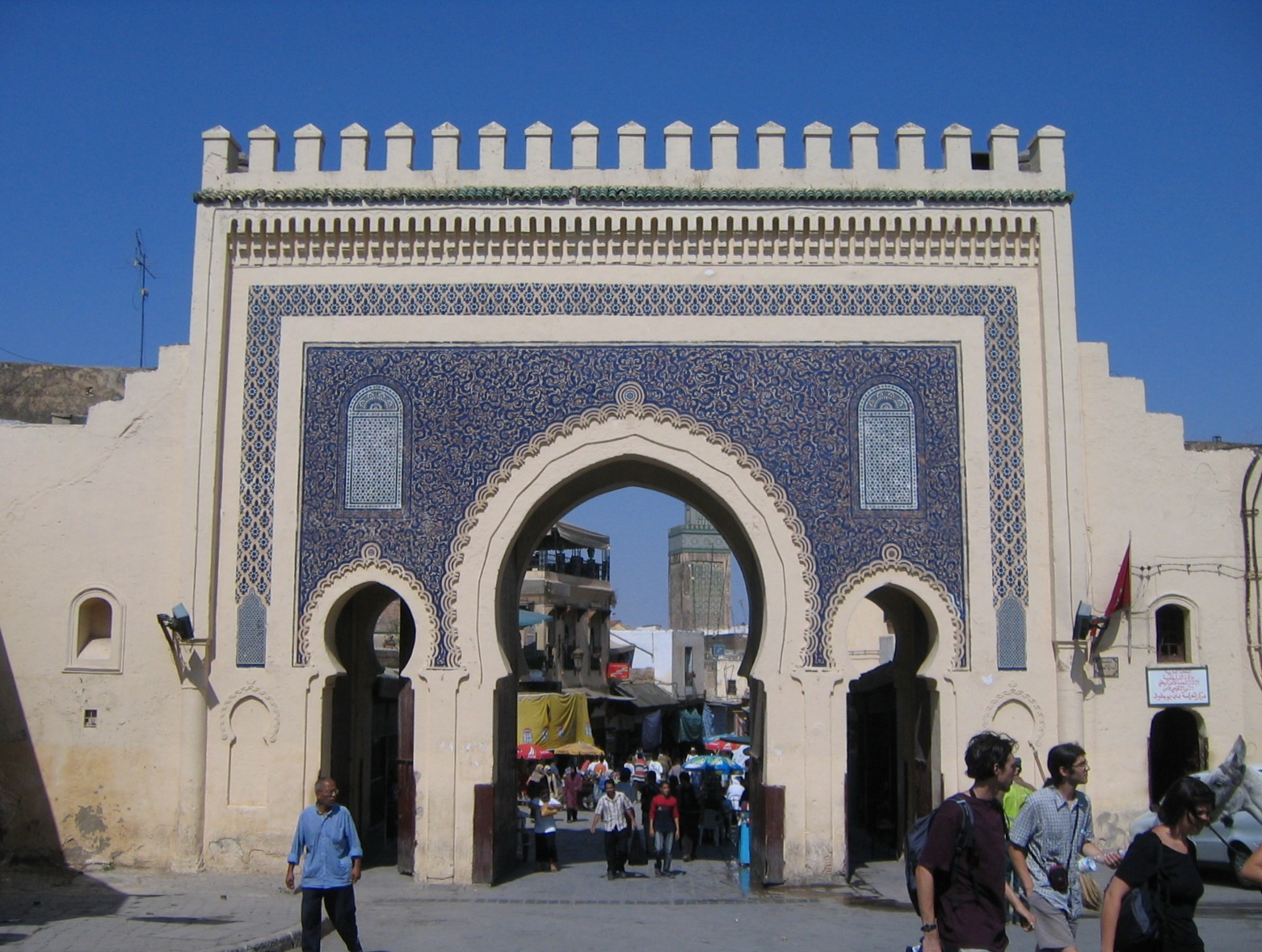
Ali Abu Hassun va governar a Fes com a últim governant wattasida.

Abu l-Hasan Ali ibn Muhammad al-Badisi, conegut com a Abu Hassun, fou sultà wattàsida del Marroc el 1526 i després rei de Badis durant 23 anys.
El 1545, va succeir el sultà Ahmad, que havia estat pres presoner pels seus rivals del sud, els saadians. Ali Abu Hassun es va convertir en regent del jove fill d'Ahmad, Nasir al-Qasiri. Després de la seva adhesió, va decidir prometre fidelitat als otomans per obtenir el seu suport.
Ahmad va tornar després de dos anys i va poder governar des del 1547 i el 1549, fins al 1549 quan Fes i Tlemcen van ser conquerits pels seus rivals del sud del Saadia sota el seu líder Mahàmmad aix-Xaykh. El sultà Ahmad va perdre la vida aquell any i Ali Abu Hassun va tornar a ser regent, però com que el seu país estava ocupat pels saadians, se li va oferir asil a l'Alger otomà.
Després de la reconquesta del Regne de Tlemcen sobre els saadians el 1549, Ali Abu Hassun va ser capaç, amb l'ajut dels otomans sota Salih Reis, de reconquerir Fes el 1554. Ali Abu-Hassun va esdevenir soldà de Fes, recolzat pels genissaris. Ali Abu Hassun aviat va pagar les tropes turques i els va donar la base de Vélez de la Gomera, que els marroquins havien reconquerit el 1522.
La reconquesta de Fes va durar poc. Ali Abu Hassun va ser vençut i assassinat pels saadians en la batalla de Tadla el setembre de 1554. Mohammed ash-Sheik va ser capaç de recuperar la ciutat de Fes i es va convertir en el governant indiscutible del Marroc, establint la Dinastia sadita com l'únic governant del país. Després va iniciar negociacions amb Espanya per expulsar els otomans.